# Motorola CLIQ
Motorola CLIQ/DEXT — первый коммуникатор фирмы Motorola на базе операционной системы Android (изначально версия Android 1.5 («Cupcake»), доступно официальное обновление до Android 2.1 («Eclair»)), есть и 2.3.7 Кастомная CyanogenMod7. Первый телефон для социальных сетей. Так же первый телефон с установленной оболочкой MOTOBLUR. Представлен на выставке GigaOM Mobilize 2009 10 сентября 2009 года.
| Технические характеристики   | Motorola CLIQ/DEXT |
| ---------------------------- | --- |
| Форм фактор                  | боковой слайдер |
| Процессор                    | Qualcomm MSM7200A, 528 МГц |
| Операционная система         | Android 1.5 («Cupcake»), есть обновление до 2.1 («Eclair») |
| Память                       | ROM: 512 МБ RAM: 256 МБ |
| Размеры (ДxВхШ)              | 114 x 58 x 15,6 мм |
| Масса                        | 163 граммов с аккумулятором |
| Экран                        | 3,1-дюймовый TFT ёмкостный сенсорный экран, разрешение 320x480 (HVGA) |
| Сеть                         | HSDPA/WCDMA: WCDMA 900/(1700 или 1900)/2100 МГц GSM/GPRS/EDGE: 850/900/1800/1900 МГц |
| Управление устройством       | сенсорный экран, QWERTY клавиатура пяти позиционная клавиша 3 кнопки управления под дисплеем (Back, Search, Menu, Home) Кнопка питания/блокировки Тумблер переключения звука Качелька громкости Кнопка камеры Виртуальная клавиатура Голосовые команды |
| GPS                          | Встроенный GPS-приемник, поддержка технологии AGPS |
| Соединения                   | Bluetooth 2.0 с технологией EDR и A2DP для подключения беспроводной стерео-гарнитуры Wi-Fi: 802.11b/g 802.11i (WPA2) WEP WPA Micro-USB Разъем 3,5 мм на верхнем торце для подключения наушников                                                        |
| Камера                       | 5-мегапиксельная камера с автофокусом, записью видео цифровой зум 4x |
| Поддерживаемые аудио-форматы | MP3, AAC(AAC, AAC+, AAC-LC), AMR-NB, WAV, MIDI |
| Поддерживаемые видео-форматы | MPEG-4, H.263, H.264 |
| Аккумулятор                  | Тип: Li Ion Ёмкость: 1420 мАч Время работы в режиме разговора: До 420 минут Время работы в режиме ожидания: До 450 часов |
| Слот расширения              | Карта памяти microSD ёмкостью до 32ГБ |
| Дополнительно                | Датчик приближения Датчик регулировки яркости экрана Акселерометр Карта 2ГБ в комплекте |